# Alko
Alko est une entreprise publique finlandaise. Sur le territoire de la Finlande, elle détient le monopole de la vente au détail de toutes les boissons alcoolisées ayant degré d'alcool supérieur à 5,5.
L'entreprise dépend du ministère de la santé et des affaires sociales. Au 1er janvier 2018, l'entreprise comptait 355 magasins et 66 points de commande dans tout le pays. Ce sont les seuls lieux où il est possible d'acheter du vin et des alcools forts à l'exception des restaurants disposant de toutes les licences.

## Histoire
La naissance d'Alko a suivi la prohibition. Après plusieurs années de régime très répressif, l'interdiction totale de la production, le stockage, le transport et vente d'alcool est effective le 1er juin 1919. Elle durera 13 ans, jusqu'à un référendum suivi d'un vote du parlement au début de l'année 1932. Une nouvelle société d'État, Oy Alkoholiliike Ab est fondée et commence la commercialisation de boissons alcoolisées le 5 avril.
Les restrictions à la consommation sont progressivement abandonnées après la guerre, les cartes de rationnement étant finalement abandonnées en 1971. Mais à cette époque Alko contrôle tout le marché de l'alcool en Finlande, production, importation et distribution. L'entrée de la Finlande dans l'Union européenne va largement affaiblir le monopole. Alko se sépare de ses activités d'importation et de production (qui forment le groupe Altia Oyj) et se recentre sur la vente au détail, seul secteur à rester monopolistique. La question de l'ouverture du monopole est un sujet de débat redondant parmi les politiques finlandais, et la puissante association finlandaise du commerce alimentaire, financée par les groupes de distribution Kesko et S-Ryhmä, souhaiterait une ouverture de la concurrence.

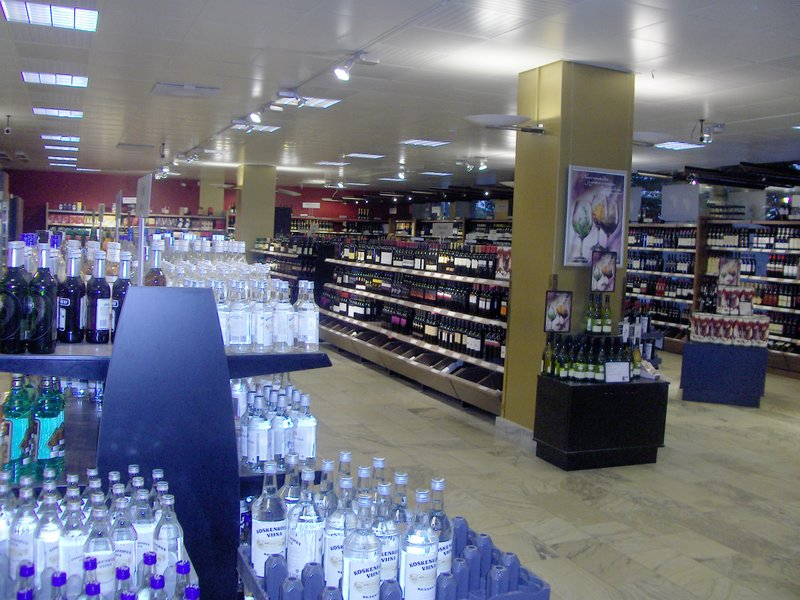
Un magasin Alko dans le quartier de Kamppi à Helsinki.